# Christian Lahusen (Komponist)
Christian Lahusen (* 12. April 1886 in Buenos Aires; † 18. Mai 1975 in Überlingen) war ein deutscher Komponist.

## Leben
In Argentinien als ältester Sohn von Heinrich Lahusen und Therese geb. Leinau geboren, entstammte Christian Lahusen einer Kaufmanns- und Unternehmerfamilie in Bremen. Sein Großvater Christian Lahusen war Gründer der Firma Nordwolle. Er wuchs mit seinen Geschwistern auf dem Kolonialsitz der Familie in unmittelbarer Nähe von Buenos Aires auf. Für die Ausbildung und Erziehung der Kinder wurden Hauslehrer beschäftigt. 1899 wurde er im Alter von 13 Jahren allein nach Deutschland geschickt, um das Gymnasium in Wernigerode zu besuchen. 1901 siedelte die Familie nach Bremen um, und Christian führte seinen Schulbesuch dort fort. Nach dem Abitur am Alten Gymnasium ging er 1905 zum Studium der Musik nach Leipzig. Er brach das Studium nach kurzer Zeit ab und widmete sich auf zahlreichen Reisen seinen autodidaktischen Studien.
1914 wurde er Korrepetitor am Opernhaus in Charlottenburg.
Im Ersten Weltkrieg wurde Christian Lahusen Soldat und wurde als Jagdflieger eingesetzt.
Nach 1918 war er als Kapellmeister und Komponist an den Münchner Kammerspielen und seit 1920 freiberuflich für dieses Theater sowie für die Hamburger Kammerspiele und das Schauspiel Frankfurt tätig. Seit 1931 lebte er als Komponist in Überlingen und war Musiklehrer an der Salemer Internatsschule.
Lahusen schuf vorwiegend geistliche und weltliche Vokalwerke (u. a. Volks- und Bänkellieder, 1910; Heimkehr im Abend, 1939; Kleiner Psalter, 1951), die sich am deutschen Chorlied des 16. Jahrhunderts orientierten. Er komponierte auch die Bühnenmusik zu dramatischen Werken, u. a. zu Eichendorffs Lustspiel Die Freier (1923).
Christian Lahusen heiratete am 28. März 1917 in Berlin seine erste Ehefrau Hedwig Ilse. 1919 heiratete er seine zweite Ehefrau Rahel Herrmann, mit der er eine Tochter und einen Sohn hatte.
Nach seinem Tod wurde er 1975 in Konstanz am Bodensee bestattet.
Lahusen war einige Jahre lang Mitglied der Evangelischen Michaelsbruderschaft.

## Gesangbücher
Im Stammteil des Evangelischen Gesangbuches, des Gotteslobes und des Gesangbuches der Evangelisch-methodistischen Kirche ist Christian Lahusen mit Kompositionen mehrerer Kirchenlieder enthalten:
- Wisst ihr noch, wie es geschehen, Melodie: 1939; Text: Hermann Claudius 1939, ein Weihnachtslied, EG 52
- Wir glauben Gott im höchsten Thron, Melodie: 1948; Text: Rudolf Alexander Schröder 1937, ein Lied, das dem christlichen Glaubensbekenntnis entlanggeht, EG 184, GL 355, Gesangbuch EmK 305, dort mit dem vierstimmigen Originalsatz
- Meinem Gott gehört die Welt, Melodie: 1948, Text: Arno Pötzsch 1934, auch als Kinderlied im religionspädagogischem Kontext, EG 408, Gesangbuch EmK 90, dort mit dem vierstimmigen Originalsatz
- In dem Herren freuet euch, Melodie: 1948, Text: Kurt Müller-Osten 1941 zu Philippe 4, 4–7; EG 359, Gesangbuch EmK 405
- Eine ruhige Nacht, vierstimmiger Kanon: 1948, ein Abendlied, Text: aus der Komplet, EG 493, GL 102

## Ehrung
Zu seiner Ehre wurde in seiner Wahlheimat Überlingen eine Straße nach ihm benannt.